# 井野駅 (千葉県)
井野駅（いのえき）は、千葉県佐倉市ユーカリが丘七丁目にある、山万ユーカリが丘線の駅である。

## 歴史
- 1983年（昭和58年）9月22日 - 開業[1][2]。
- 2024年（令和6年）6月15日 - 改札に顔認証乗車システム（ユーカリPASS）を導入[3]。

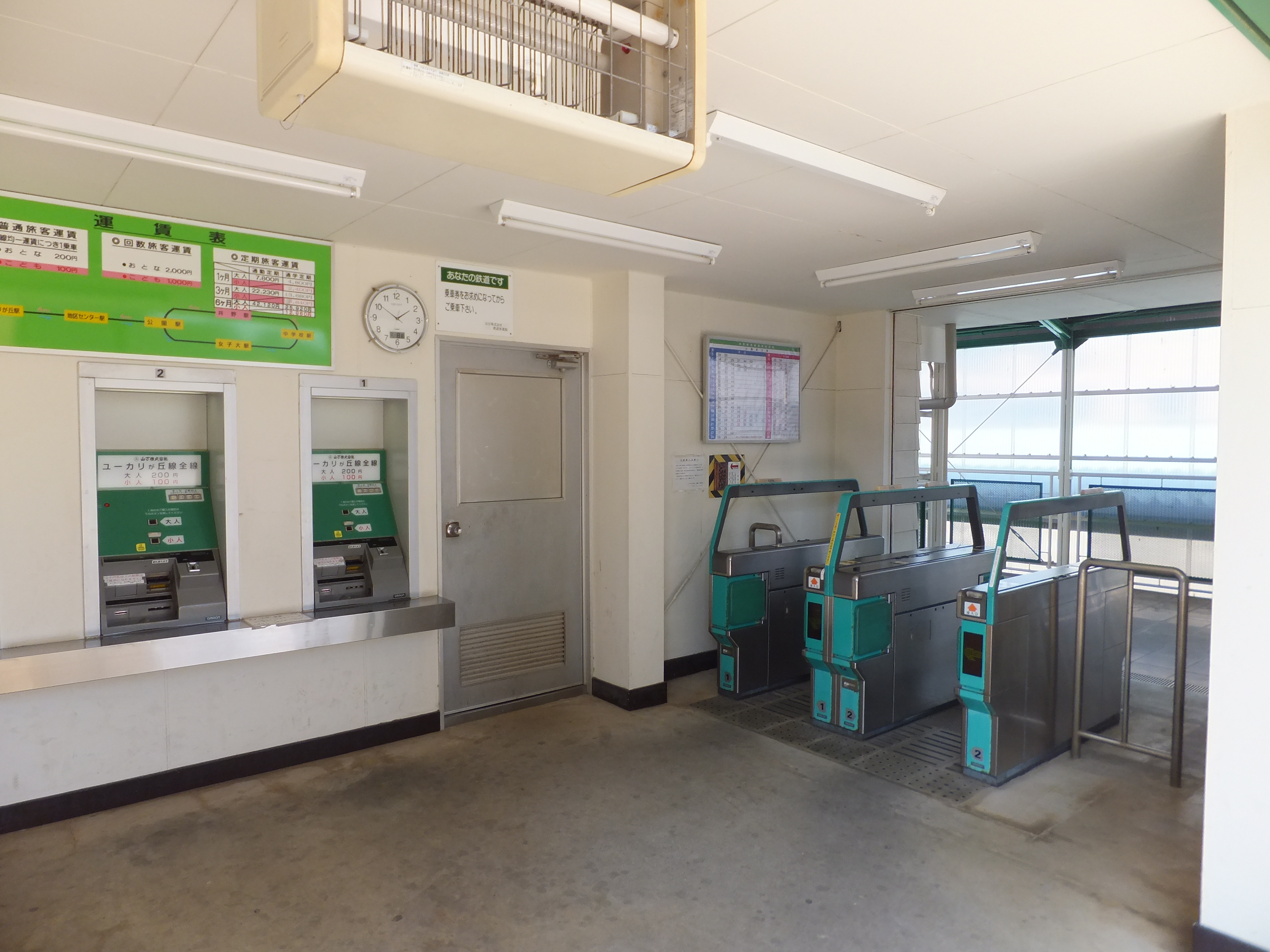
顔認証乗車システム導入前の改札口（2012年4月）

## 駅構造
単式ホーム1面1線を有する地上駅である。トイレは設置されていない。

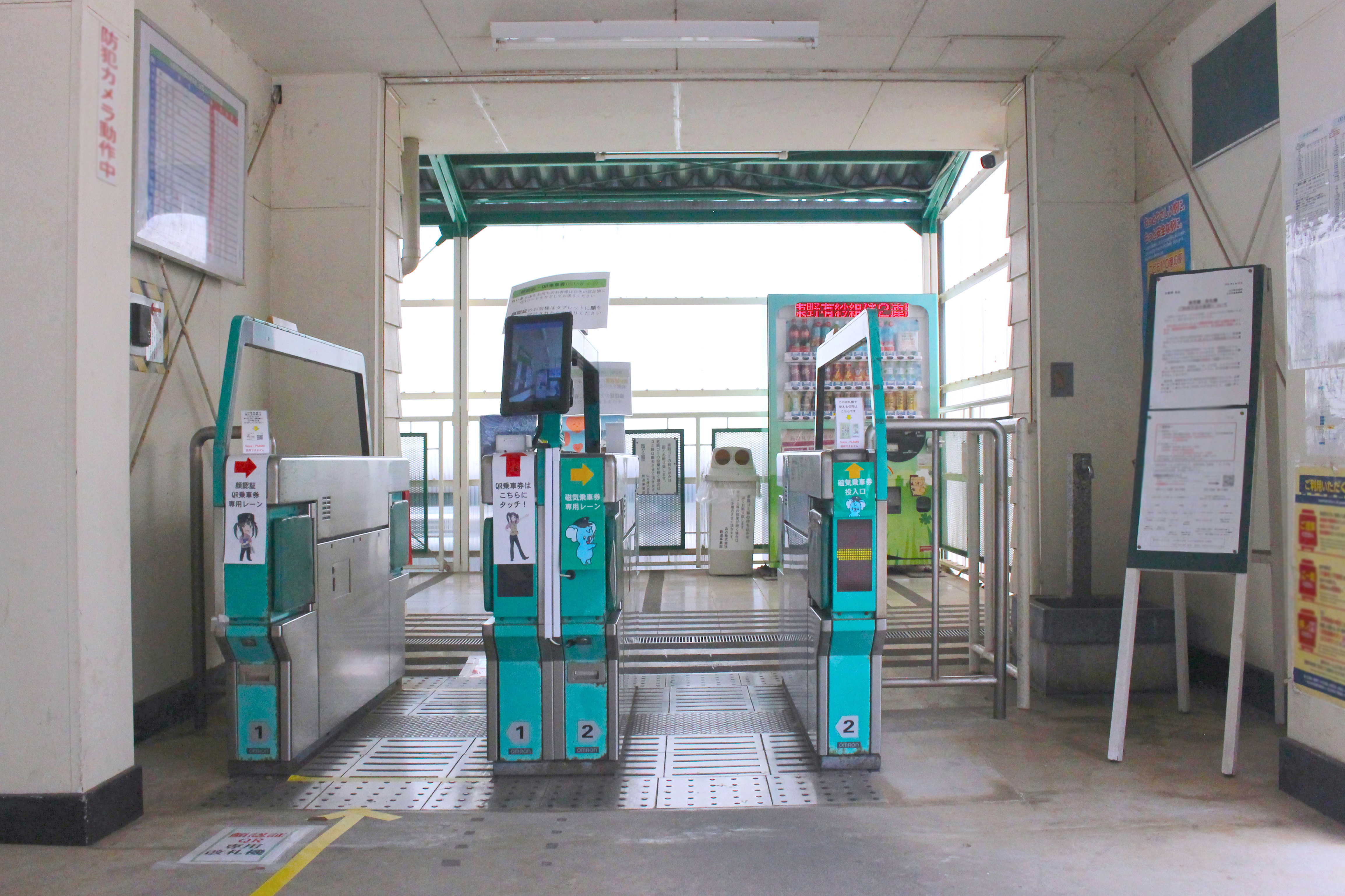
改札口（2024年7月）
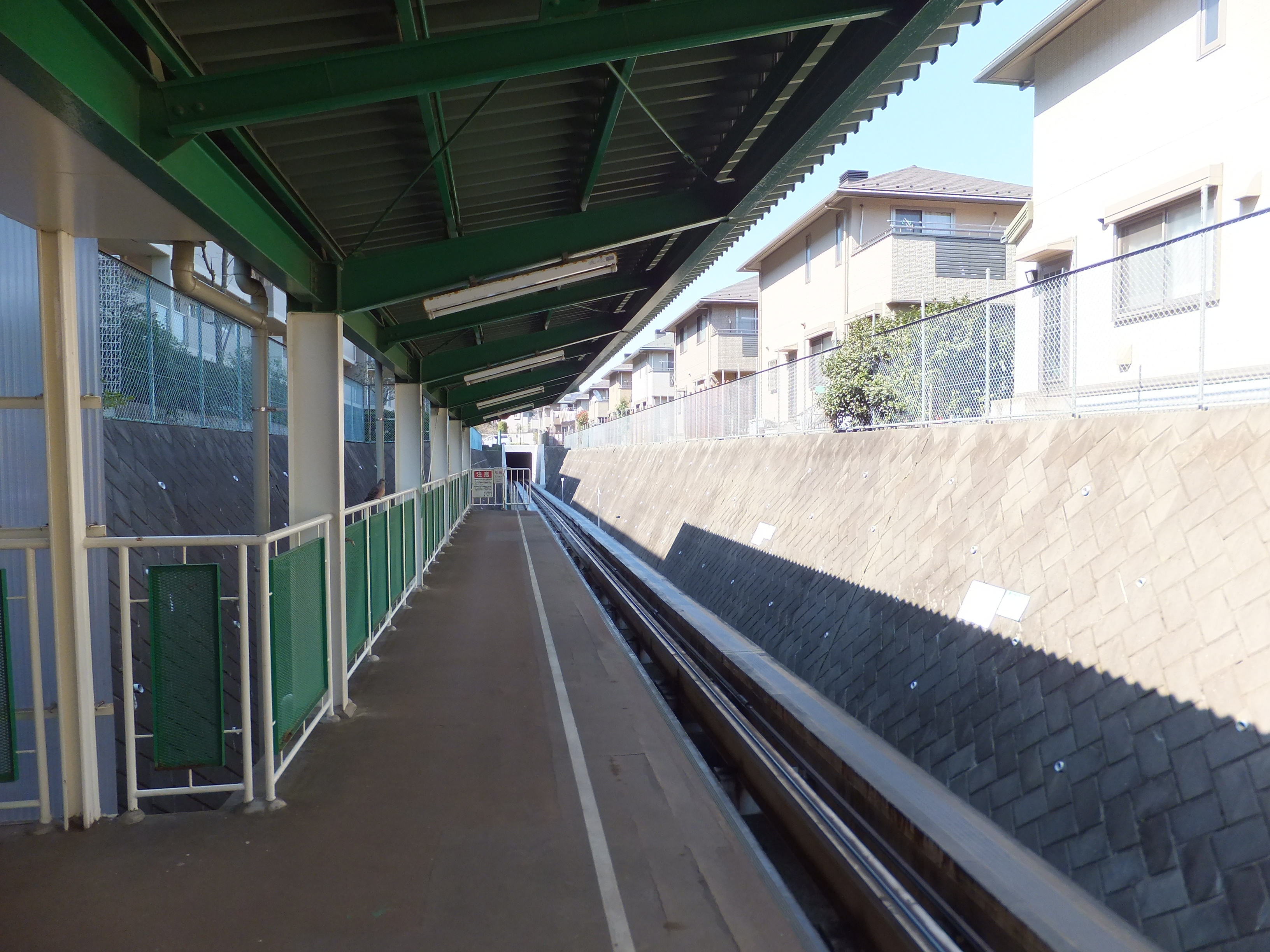
駅ホーム（2012年4月）
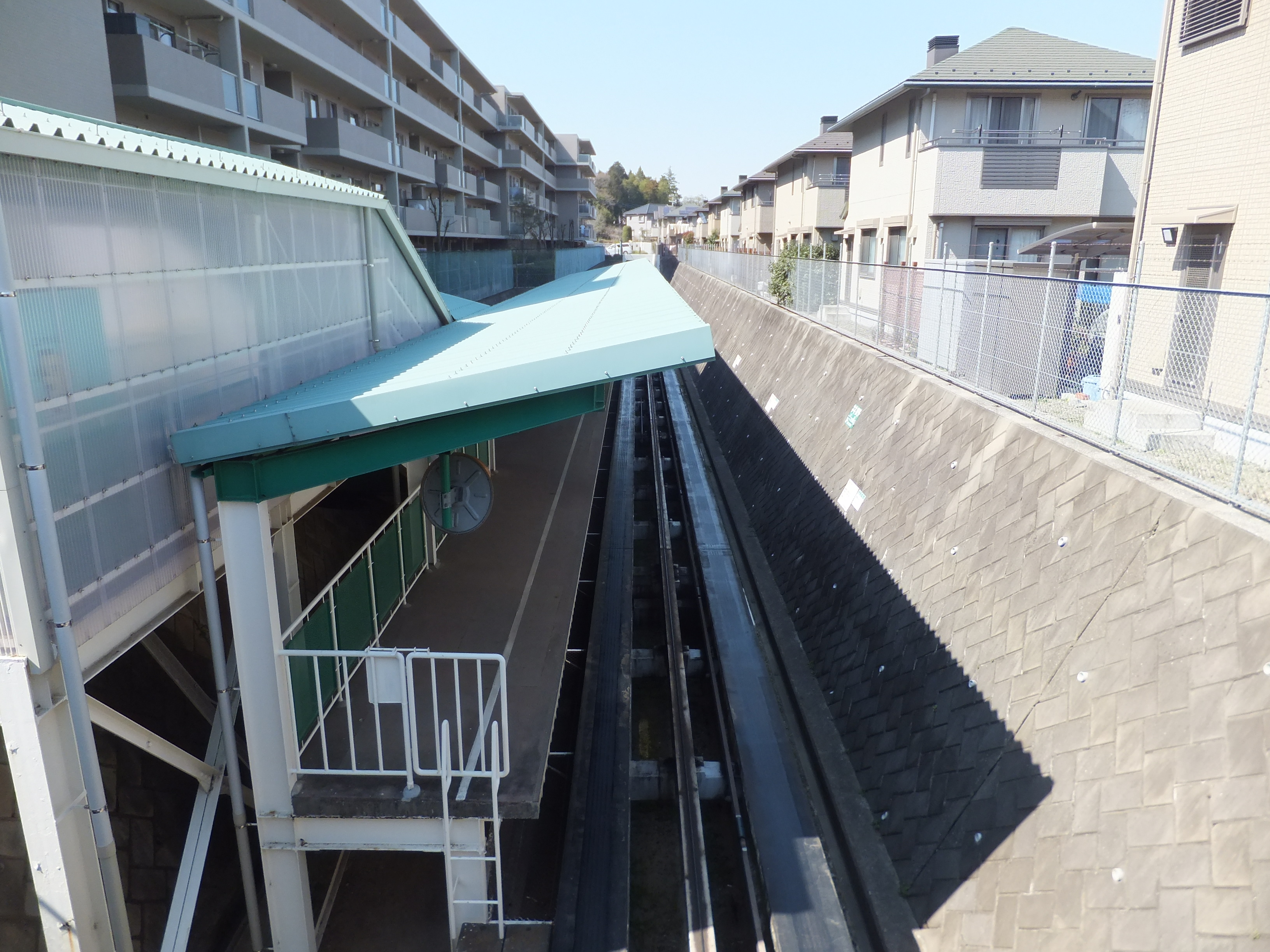
掘割区間にある路線（2012年4月）

## 利用状況
2022年度の1日平均乗車人員は123人である。山万ユーカリが丘線の駅では、6駅中3位。中学校駅の次に利用者が多い。
近年の1日平均乗車人員推移は下記の通り。
| 年度   | 一日平均 乗車人員 |
| ------ | ----------------- |
| 2012年 | 182               |
| 2013年 | 171               |
| 2014年 | 155               |
| 2015年 | 171               |
| 2016年 | 175               |
| 2017年 | 193               |
| 2018年 | 168               |
| 2019年 | 166               |
| 2020年 | 123               |
| 2021年 | 119               |
| 2022年 | 123               |

## 駅周辺
- 佐倉市立井野小学校
- 井野学童保育所
- 井野南作公園
- 井野外山東公園
- 井野西谷津公園
- 井野っ子山公園
- 井野長割遺跡
- グランフォート・ユーカリが丘壱番館
- グランフォート・ユーカリが丘弐番館

## 隣の駅
山万
■ユーカリが丘線
公園・ユーカリが丘方面への一方向のみ運行
中学校駅 → 井野駅 → 公園駅